# Diocesi di Attalea di Lidia
La diocesi di Attalea di Lidia (in latino: Dioecesis Attalensis in Lydia) è una sede soppressa del patriarcato di Costantinopoli e una sede titolare della Chiesa cattolica.

## Storia
Attalea di Lidia, identificabile con Yarantepe nell'odierna Turchia, è un'antica sede episcopale della provincia romana della Lidia nella diocesi civile di Asia. Faceva parte del patriarcato di Costantinopoli ed era suffraganea dell'arcidiocesi di Sardi.
La diocesi è documentata nelle Notitiae Episcopatuum del patriarcato di Costantinopoli fino al XII secolo.
Incerta è l'attribuzione dei vescovi a questa sede episcopale, per l'esistenza di una diocesi omonima in Pamfilia e perché nelle fonti coeve non sempre si distinguono i vescovi dell'una e dell'altra diocesi. Il primo vescovo di Attalea, senza indicazione della provincia di appartenenza, è Pantagato che fece parte del gruppo di vescovi orientali di tendenza antinicena che abbandonò il concilio di Sardica (343); alcuni autori hanno attribuito Pantagato alla diocesi di Lidia per il semplice motivo che questa città era più importante di quella della Pamfilia.
Le Quien menziona come primi vescovi di Attalea di Lidia Teodoro, che fu tra i padri del concilio di Efeso del 431, e Simmaco, che prese parte al cosiddetto "brigantaggio" di Efeso del 449. Teodoro è quasi certamente vescovo di Attalea di Pamfilia. Simmaco invece è attribuito erroneamente ad Attalea, poiché nessun vescovo di questa sede prese parte a quel concilio: Simmaco in realtà fu vescovo di Attuda nella Frigia.
Il primo vescovo che si può attribuire senza ombra di dubbio alla diocesi di Lidia è Dionisio, che intervenne al concilio di Calcedonia nel 451 e sottoscrisse nel 458 la lettera dei vescovi della Lidia all'imperatore Leone dopo la morte di Proterio di Alessandria.
Controversa è l'attribuzione di Giovanni a questa diocesi o a quella omonima in Pamfilia; questo vescovo sottoscrisse il 9 settembre 520 la lettera che dieci metropoliti e dieci vescovi, riuniti in sinodo a Costantinopoli, scrissero a papa Ormisda per annunciargli la morte del patriarca Giovanni e l'elezione del suo successore Epifanio. Destephen, rifacendosi all'edizione della lettera sinodale pubblicata nella Collectio Avellana, assegna Giovanni alla sede di Pamfilia, mentre Disdier, nell'articolo pubblicato sul Dictionnaire d'Histoire et de Géographie ecclésiastiques, basandosi sull'edizione del Mansi, è più cauto.
Era certamente vescovo di questa diocesi Giuseppe, che assistette al secondo concilio di Nicea nel 787 e firmò gli atti assieme agli altri vescovi della Lidia.
Le Quien aggiunge altri due vescovi, Simeone, che prese parte al concilio di Costantinopoli dell'879-880 che riabilitò il patriarca Fozio, e Nicola, che partecipò al sinodo riunito a Costantinopoli dall'imperatore Manuele I Comneno e dal patriarca Costantino V Cliareno nel 1157 e dove fu deposto il patriarca antiocheno Soterico Panteugeno. Per entrambi questi vescovi è incerto stabilire la provincia di appartenenza.
Dal 1933 Attalea di Lidia è annoverata tra le sedi vescovili titolari della Chiesa cattolica; il titolo finora non è stato assegnato.

## Cronotassi dei vescovi greci
- Pantagato ? † (menzionato nel 343)
- Dionisio † (prima del 451 - dopo il 458)
- Giovanni ? † (menzionato nel 520)
- Giuseppe † (menzionato nel 787)
- Simeone ? † (menzionato nell'879)
- Nicola ? † (menzionato nel 1157)